# Сапега, Михаил Юзеф
Михаил Юзеф Сапега (1670 — 6 марта 1738, Шалон-ан-Шампань) — государственный и военный деятель Речи Посполитой, чашник великий литовский (1687—1692), стражник великий литовский (1692—1698), писарь польный литовский (1698—1703, 1708—1730), воевода подляшский (1728—1738), генерал-майор литовских войск (1710), генерал-лейтенант кавалерии (1714), генерал-лейтенант саксонской армии (1733), староста мельницкий (с 1725 года).

## Биография
Представитель чарейско-ружанской линии литовского магнатского рода Сапег герба «Лис», старший сын подскарбия великого литовского Бенедикта Павла Сапеги (ок. 1643—1707) и Изабеллы Тарло (1647 — после 1704).
В начале 1680-х годов Михаил Юзеф Сапега учился в иезуитском коллегиуме в Варшаве, в 1687-1688 годах продолжал своё образование во Франции и Италии. В 1687 году был назначен чашником великим литовским.
Занимал ряд высоких государственный должностей в Великом княжестве Литовском, избирался послом (депутатом) на сеймы в 1690, 1720 и 1726 годах. В 1692 году получил должность стражника великого коронного. В 1695 году Михаил Юзеф Сапега под командованием гетмана польного литовского Юзефа Богуслава Слушки участвовал в боях с турками и татарами на Подолии. В 1696 году принял участие в кампании своего дяди, гетмана великого литовского Казимира Яна Сапеги против литовских конфедератов под руководством Григория Антония Огинского. В 1697 году на элекционном сейме поддержал кандидатуру французского принца де Конти и даже готовился оказать ему военную поддержку в борьбе за престол. В 1698 году признал новым правителем Речи Посполитой саксонского курфюрста Августа Сильного, от которого получил должность писаря польного литовского. В том же 1698 году участвовал в военной кампании против турок-османов и татар в Подолии.
По его приказу был побит[уточнить] подстолий великий литовский князь Леон Казимир Огинский, что привело в конце 1698 года к вооруженному выступлению литовской шляхты против Сапег. В 1700 году не участвовал в битве под Олькениками.
В начале Великой Северной войны (1700—1721) Михаил Юзеф Сапега поддерживал шведского короля Карла XII, на стороне которого находился до 1705 года, участвовал во многих военных кампаниях, в том числе при взятии Варшавы в 1703 году. В 1705 году поддержал избрание Станислава Лещинского на престол. В составе шведско-польских войск участвовал во многих кампаниях в Великом княжестве Литовском до Полтавской битвы в 1709 году.
Был амнистирован вернувшимся королём Августом Сильным, который сохранил за ним звание писаря польного литовского. В 1713 году возглавлял посольство в Турцию. В 1714 году получил чин генерал-лейтенанта литовской кавалерии, в 1725 году получил во владение мельницкое староство. В 1727 году был награждён Орденом Белого Орла. В 1728 году Михаил Юзеф Сапега получил должность воеводы подляшского.
На элекционном сейме в 1733 году Михаил Юзеф Сапега поддержал кандидатуру саксонского курфюрста Августа Веттина на королевский трон. Одновременно высказывался в пользу королевича Якуба Собеского, старшего сына Яна III Собеского как возможного претендента на престол.
Плохое здоровье и самоубийство сына Юзефа Фредерика вынудили[уточнить] Михаила Юзефа Сапегу в 1735 году покинуть Речь Посполитую. Скончался 6 марта 1738 года в иезуитском монастыре в Шалон-ан-Шампань (Франция).

## Семья
В 1700 году женился на Марии Терезе Виельгорской (ум. после 1717), дочери канцлера великого коронного Яна Виельгорского (ум. 1688), от брака с которой имел двух сыновей:
- Бенедикт Август Сапега (ум. 1730), староста мельницкий (1730)
- Юзеф Фредерик Сапега (1717—1732), староста мельницкий, пунский и стоклишский (1730), ротмистр коронных войск.